# 彭玉 (政治人物)
彭玉（1941年—2025年8月13日），女，江西宁都人，中华人民共和国政治人物，曾任国家计划生育委员会副主任，卫生部副部长。